# Xing Ailan
Xing Ailan, född 23 februari 1965, är en friidrottare från Kina. Hon deltog vid olympiska sommarspelen 1988.